# 西峪遗址
西峪遺址是一處新石器時代及秦漢時期的古遺址。位於陕西省西安市周至县竹峪乡西峪村東部的秦嶺北麓黃土台塬。其中2009年9月、2015年10月至12月分別由西安市文物工作者，陝西省考古研究院、西安市文物保護考古研究院與周至縣西峪遺址文管所聯合組建的考古隊進行了兩次發掘，為漢朝上林苑宮殿分佈研究提供了關鍵資料。
2013年5月3日，西峪遺址名列第七批全国重点文物保护单位名錄:400。

## 發掘歷史
2009年9月，西安市文物工作者於周至縣竹峪乡西峪村村东台地發現了一處秦漢時代大型城址，此城址南北長大約500米，東西長大約400米，面積達20萬平方米。遺址暴露有多層斷面，文化層堆積厚達1.5米。東部沿竹峪溝斷崖処還發現有長度大約300米、高2米左右的一段城墻，該城墻經分層夯築而成，硬度極高，夯土內部摻雜細碎陶片、石塊等物品。遺址内部散佈有繩紋板瓦、繩紋筒瓦，以及少量的麻點紋筒瓦。有些地區也發現了少許排水管道殘片、幾何紋鋪地磚以及底部帶有圓球形狀的裝飾的鋪地磚殘片。
2015年10月至12月，陝西省考古研究院、西安市文物保護考古研究院、周至縣西峪遺址文管所聯合針對西峪遺址進行調查，其中秦漢遺址核心區南北長大約900米，東西寬大約500米，文化層堆積厚度在1.5米至3米之間。此次調查暴露的遺跡與遺物囊括由夯土墻、鵝卵石鋪設的散水、柱礎石、五角形陶水管道等。遺址東部臨近竹峪溝斷崖処的夯土墻殘長100米左右，高2至3米。遺址境內分佈著大量秦漢時期的瓦當、板瓦、筒瓦和空心磚殘塊等遺物。而新石器時代遺存在於遺址東西兩側臨近竹峪沟、苍峪沟边部地带:404-405。

## 保护
2003年9月24日，西峪宫殿遗址被陕西省人民政府公布为第四批陕西省文物保护单位，公布的遗址年代为汉代，地址为周至县竹峪乡西峪村西南。遗址东西390米，南北691米，保护范围为东至竹峪沟沟底，西至村东小路，南至刘家塬，北至崔存明宅后院墙。建设控制地带为保护范围四面外延60米。
2013年5月3日，西峪遗址被公布的第七批全国重点文物保护单位。